# Fais ce qu'il ne faut pas faire
Fais ce qu'il ne faut pas faire est un épisode de la série télévisée d'animation Les Simpson. Il s'agit du dixième épisode de la trente-cinquième saison et du 760e de la série.

## Synopsis
Homer et Bart se lient lorsqu'ils deviennent tous deux pro-tricheurs lors d'événements sportifs cols bleus , ce qui rend Marge méfiante quand Homer continue de gagner des compétitions pour des choses qu'il n'a jamais faites auparavant. Pendant ce temps, Lisa essaie de participer au programme de camp d'été de l'Université de Springfield .

## Réception
Lors de sa première diffusion, l'épisode a attiré 5,41 millions de téléspectateurs.